# Mazatán, Chiapas
Mazatán là một đô thị thuộc bang Chiapas, México. Năm 2005, dân số của đô thị này là 24017 người.